# 新圩镇 (德庆县)
新圩镇，是中华人民共和国广东省肇庆市德庆县下辖的一个乡镇级行政单位。

## 行政区划
新圩镇下辖以下地区：
新圩社区、历麻村、山咀村、新圩村、格木村、大沙洲村、中垌村、官车村、塘北村、大同村、上咀村和河东村。